# Interdicție judecătorească
Interdicția judecătorească este ansamblul măsurilor prevazute expres de lege care se iau de către instanță pentru ocrotirea persoanelor fizice lipsite de discernământul necesar pentru a se îngriji de interesele lor. Cauza lipsei de discernământ poate fi doar alienația mintală sau debilitatea mintală. Este o măsură de drept civil, fiind asemănătoare cu ocrotirea părintească, tutela și curatela. Doar instanța hotărăște punerea sub interdicție a persoanei alienate mintal sau debile mintal, fiind astfel deosebită de tutelă și curatelă care sunt instituite de autoritatea administrativă. Persoana aflată într-o astfel de situație este lipsită de capacitatea de exercițiu, i se instituie tutela și se numește interzis judecătoresc.

## Procedura
Punerea sub interdicție judecătorească se face doar de instanța de judecată. Condițiile de fond sunt: 
1. Persoana să nu aibă discernământ.
2. Cauza lipsei de discernământ să fie alienația sau debilitatea mintală. Conținutul celor două noțiuni este stabilit de medicul de specialitate și trebuie să aibă un caracter de  permanență sau de durabilitate și să reprezinte starea obișnuintă a bolnavului.
3. Lipsa discernământului sa fie o stare de fapt și să nu-i permită persoanei în cauză să se îngrijească de interesele sale. Aceasta poate fi dovedită prin orice mijloc de probă.

Condiția de formă este existența unei hotărâri judecătorești definitive de punere sub interdicție.
Dacă o persoană din cauza bătrâneții, a bolii sau a unei infirmități fizice este totuși capabilă și cu discernământ dar nu poate să-și apere interesele în condiții mulțumitoare i se poate numi un curator.
Ea poate fi solicitată, în principiu de orice persoană interesată sau abilitată și chiar de respectiva persoană bolnavă psihic. Autoritatea tutelară, persoanele care sunt apropiate celui în cauză, administratorul și locatarii casei în care locuiește acesta, serviciul de stare civilă, de notarul public, cu ocazia deschiderii unei succesiuni, dacă a aflat pe această cale, că o persoană lipsită de discernământ din cauza alienării sau debilității mintale a rămas fără ocrotire, instanțele de judecată, Parchetul, Poliția, cu prilejul pronunțării, luării sau executării unor măsuri privative de libertate, organele administrației publice locale, organizațiile publice, instituțiile de ocrotire, orice altă persoană care a luat cunoștință prin orice mijloc de existenta necesității de a se institui interdicția judecătorească.
Soluționarea cereri este competența tribunalului unde își are domiciliul persoana pentru care se solicită punerea sub interdicție. Aceasta cuprinde două faze: necontradictorie și contradictorie. Faza necontradictorie pregătește elementele necesare celei de-a doua faze.

Actele și faptele procesuale din prima fază sunt următoarele:
1. Președintele instanței sesizată cu o cerere de punere sub interdicție va lua masuri ca cererea, împreună cu înscrisurile anexate, să fie comunicate procurorului.
2. Procurorul dispune efectuarea cercetărilor ce le va socoti necesare, va consulta părerea unei comisii de medici specialiști și a medicului sub supravegherea căruia se află cel a cărui punere sub interdicție este cerută, dacă acesta se găsește internat într-o instituție sanitară.
3. Președintele instanței sesizează în același timp și autoritatea tutelară de la domiciliul celui în cauză, pentru a se numi un curator conform dispozițiilor art. 146 din Codul Familiei.
4. Având concluziile procurorului, instanta tutelară poate dispune internarea provizorie a celui în cauză, pe timp de cel mult șase săptămâni, dacă observarea mai îndelungată a stării lui mintale este necesară, potrivit avizului unui medic specialist, iar aceasta observare nu se poate face în alt mod.
5. Când primește rezultatul cercetărilor și avizul comisiei de medici specialiști, precum și, dacă va fi cazul, părerea medicului instituției sanitare unde este internat cel în cauză, președintele instanței va fixa termenul pentru judecata cererii și va dispune citarea părților. Cererea și toate înscrisurile depuse se vor comunica celui a cărui punere sub interdicție este cerută.

Faza contradictorie este un proces civil obișnuit cu anumite particularități: instanța ascultă în mod obligatoriu concluziile procurorului și ia interogatoriu pârâtului pentru a constata starea sa mintală. Dacă cel în cauză nu este în stare să se înfățișeze la instanță, el va fi ascultat, în prezența procurorului, la locul unde se află.

## Comunicarea și instituirea
Hotărârea de punerea sub interdicție, rămasă definitivă, se va publica de către instanță în extras într-un ziar indicat de aceasta. 
Instanta judecătorească va comunica autorității tutelare, de la domiciliul celui a cărui punere sub interdicție este cerută, hotărârea dată asupra cererii de punere sub interdicție, pentru ca autoritatea tutelară să dispună ridicarea curatelei, dacă aceasta a fost instituită, iar în caz că instanta a hotărât punerea sub interdicție, să dispună numirea unui tutor. După ce a rămas definitivă, hotărârea se comunică, fără întârziere, instanței în raza căreia se află locul unde este înregistrat actul de naștere al persoanei puse sub interdicție, pentru a fi transcris într-un registru anume destinat. Începând cu data transcrierii, incapacitatea celui pus sub interdicție devine opozabilă și terților, cu excepția cazurilor în care aceștia au cunoscut existența interdicției și în alt mod. De asemenea, hotărârea de punere sub interdicție se comunică și autorităților sanitare competente, pentru ca acestea să procedeze, în conformitate cu normele legale în vigoare, la supravegherea medicală permanentă a interzisului. Autoritatea tutelară, de acord cu serviciile medicale competente, având în vedere toate împrejurările cauzei, hotărăște dacă persoana pusă sub interdicție va fi îngrijită într-o instituție sanitară ori în locuința sa.

## Efectele
Punerea sub interdicție judecătorească produce lipsa capacității de exercitu și instituirea tutelei interzisului.
De la data rămânerii definitive a hotărârii judecătorești,cel pus sub interdicție este prezumat a nu avea discernământ,cu caracter de continuitate. Cel lipsit de capacitate de exercițiu încheie actele juridice civile prin reprezentantul sau legal.
Instituirea tutelei interzisului cu scopul de a-l ocroti și de a-l reprezenta în încheierea de acte juridice are două aspecte:
- dacă bolnavul este minor la data puneri sub interdicție și se află sub ocrotirea părinților săi va continua să rămână sub ocrotire părinteasca până la 18 ani fără a se numi un tutore. Părintele are aceleași obligații ca și tutorele interzisului major cu privire la persoana și întrebuințarea veniturilor și bunurilor minorului, pentru a asigura grabnica vindecare a acestuia. Dacă și după 18 ani se va afla sub interdicție, autoritatea tutelară va desemna un tutore interzisului, care poate fi părintele sau o altă persoană.
- dacă bolnavul este major la data punerii sub interdicție, autoritatea tutelară va trebui să numească un tutore.

Tutorele celui pus sub interdicție este în drept să ceară înlocuirea sa după trei ani de la numire. În cazul în care la data punerii sub interdicție minorul se află sub tutelă, autoritatea tutelară va hotărî dacă fostul tutore al minorului păstrează sarcina tutelei sau va numi un alt tutore.
Tutorele este obligat să se îngrijească de persoana celui pus sub interdicție, de condițiile sale de viață, pentru a-i grăbi vindecarea. Doar în aceste scopuri tutorele poate întrebuința veniturile și bunurile celui pus sub interdicție.

## Încetarea
Măsura interdicției este temporară. Scopul ei este ocrotirea persoanei și a bunurilor acesteia, atunci când este lipsită de discernământ din cauza alienării mintale sau a debilității mintale. Procedura de ridicare a interdicției judecătorești poate începe ori de cate ori au încetat cauzele care au determinat instituirea ei. Ridicarea interdicției poate fi cerută de persoana pusă sub interdicție, precum și toți cei care pot solicita declanșarea procedurii punerii sub interdicție judecătorească. Când hotărârea de ridicare a interdicției judecătorești este definitivă ea se comunică instanței care a luat măsura transcrierii hotărârii de interdicție judecătorească, pentru a se face în registrul special mențiunea despre ridicarea ei.